# Noémia de Sousa
Carolina Noémia Abranches de Sousa Soares (1926 - 2003) va ser una poetessa i periodista de Moçambic.

## Biografia
Va néixer el 26 de setembre de 1926 en Lourenço Marques, avui Maputo, Moçambic, filla d'un matrimoni mixt, Carolina Noémia era mulata. Va morir el 4 de desembre de 2002 a Cascais, Portugal.

## Trajectòria
Va estudiar en Brasil i va realitzar les seves primeres publicacions en O Brado Africano. Va ser pionera de la poesia del seu país i a més va ser la primera dona de color a publicar poesia a Moçambic.
Va començar a escriure a la fi de la dècada dels '40 i deixà escrits tots els seus poemes entre 1945 i 1951. Va abandonar Moçambic el 1951 a causa de les persecucions polítiques de la policia secret (PIDE) a per les seves idees anticolonialistes. Se'n va anar a viure a Lisboa, on va treballar com a traductora en una agència de notícies. Va haver d'exiliar-se per la seva oposició a l'Estado Novo i se'n va anar a París, on va començar a treballar al consolat del Marroc. Va ser en aquesta època quan va començar a adoptar el pseudònim de Vera Micaia. Va ser reportera de les agències de notícies ANI, ANOP i Lusitana.
Va publicar les seves obres en periòdics i revistes. Va participar en Msaho, una revista literària de Moçambic que va aparèixer el 1951. La revista només va tenir un nombre, ja que va ser prohibida per la censura. També va publicar alguna obra a Mensagem, revista d'Angola lligada a la poesia. Va col·laborar amb altres publicacions com Itinerário, Notícias do Bloquéio, O Brado Africano, Moçambique 58, Vértice (Coïmbra) o Sul (Brasil).
El 1975, a la caiguda de l'Estat Novo, va tornar a Lisboa, on va treballar per l'Agência Noticiosa Portuguesa.
L'any 2001 l'Associação dos Escritores Moçambicanos va reunir la seva poesia escrita entre 1949 i 1951 en el llibre Sangue Negro. La seva poesia està representada en l'antologia de poesia moçambiquesa Nunca mais é Sábado, organitzada per Nelson Saúte.